# 肖店乡
肖店乡，是中华人民共和国河南省信阳市平桥区下辖的一个乡镇级行政单位。

## 行政区划
肖店乡下辖以下地区：
肖店街社区、庞湾村、高寨村、曹店村、赵庄村、三台村、齐营村、刘台村、邱湾村、张湾村、元庄村、左营村和左庙村。